# TFEB
TFEB (англ. Transcription factor EB) – білок, який кодується однойменним геном, розташованим у людей на короткому плечі 6-ї хромосоми. Довжина поліпептидного ланцюга білка становить 476 амінокислот, а молекулярна маса — 52 865.
| 10         |  | 20         |  | 30         |  | 40         |  | 50         |
| ---------- |  | ---------- |  | ---------- |  | ---------- |  | ---------- |
| MASRIGLRMQ |  | LMREQAQQEE |  | QRERMQQQAV |  | MHYMQQQQQQ |  | QQQQLGGPPT |
| PAINTPVHFQ |  | SPPPVPGEVL |  | KVQSYLENPT |  | SYHLQQSQHQ |  | KVREYLSETY |
| GNKFAAHISP |  | AQGSPKPPPA |  | ASPGVRAGHV |  | LSSSAGNSAP |  | NSPMAMLHIG |
| SNPERELDDV |  | IDNIMRLDDV |  | LGYINPEMQM |  | PNTLPLSSSH |  | LNVYSSDPQV |
| TASLVGVTSS |  | SCPADLTQKR |  | ELTDAESRAL |  | AKERQKKDNH |  | NLIERRRRFN |
| INDRIKELGM |  | LIPKANDLDV |  | RWNKGTILKA |  | SVDYIRRMQK |  | DLQKSRELEN |
| HSRRLEMTNK |  | QLWLRIQELE |  | MQARVHGLPT |  | TSPSGMNMAE |  | LAQQVVKQEL |
| PSEEGPGEAL |  | MLGAEVPDPE |  | PLPALPPQAP |  | LPLPTQPPSP |  | FHHLDFSHSL |
| SFGGREDEGP |  | PGYPEPLAPG |  | HGSPFPSLSK |  | KDLDLMLLDD |  | SLLPLASDPL |
| LSTMSPEASK |  | ASSRRSSFSM |  | EEGDVL     |  |            |  |            |

A: Аланін

C: Цистеїн

D: Аспарагінова кислота

E: Глутамінова кислота

F: Фенілаланін

G: Гліцин

H: Гістидин

I: Ізолейцин

K: Лізин

L: Лейцин

M: Метіонін

N: Аспарагін

P: Пролін

Q: Глутамін

R: Аргінін

S: Серин

T: Треонін

V: Валін

W: Триптофан

Кодований геном білок за функціями належить до активаторів, фосфопротеїнів. 
Задіяний у таких біологічних процесах, як адаптивний імунітет, імунітет, транскрипція, регуляція транскрипції, автофагія, альтернативний сплайсинг. 
Білок має сайт для зв'язування з ДНК. 
Локалізований у цитоплазмі, ядрі.